# Just Friends (cântec)
„Just Friends” este un cântec inclus pe Back to Black (2006), cel de-al doilea album de studio al cântăreței britanice Amy Winehouse. Piesa a fost lansată pe disc single în Germania pe parcursul anului 2008 și a beneficiat de un videoclip, însă nu s-a bucurat de succes comercial.